# Vitor Júnior
Vitor Júnior (nacido el 15 de septiembre de 1986) es un futbolista brasileño que se desempeña como centrocampista.
Jugó para clubes como el Internacional, Cruzeiro, Dinamo Zagreb, Sport Recife, Santos, Kawasaki Frontale, Corinthians, Botafogo y Coritiba.

## Trayectoria

### Clubes
| Club                | País           | Año         |
| ------------------- | -------------- | ----------- |
| Internacional       | Brasil         | 2005        |
| Cruzeiro            | Brasil         | 2005        |
| Dinamo Zagreb       | Croacia        | 2006        |
| Koper               | Eslovenia      | 2006        |
| Sport Recife        | Brasil         | 2007        |
| Santos              | Brasil         | 2007        |
| Kawasaki Frontale   | Japón          | 2008 - 2010 |
| Atlético Goianiense | Brasil         | 2011        |
| Corinthians         | Brasil         | 2012        |
| Botafogo            | Brasil         | 2012        |
| Internacional       | Brasil         | 2013        |
| Coritiba            | Brasil         | 2013        |
| Figueirense         | Brasil         | 2014        |
| Navy                | Tailandia      | 2015        |
| Al-Qadisiyah        | Arabia Saudita | 2016 - 2017 |
| FC Aktobe           | Kazajistán     | 2017        |
| ABC                 | Brasil         | 2017        |
| Navy                | Tailandia      | 2018        |